# Hans Purin (Maler)

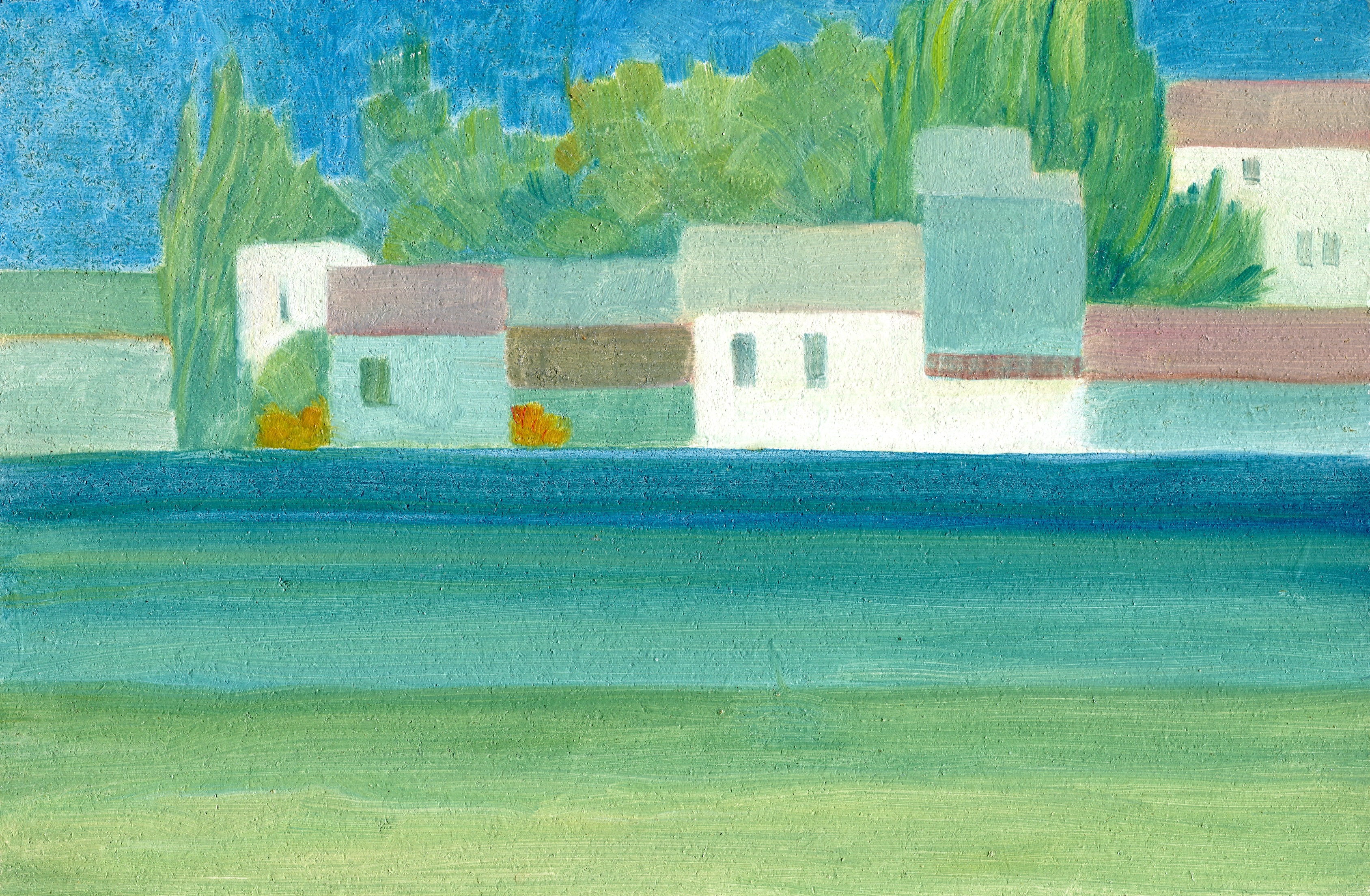
Häuser am Fluss, 1979

Hans Purin (* 24. Mai 1898 in Kennelbach; † 16. September 1989 in Bregenz) war ein österreichischer Maler und Kunsterzieher.

## Leben
Hans Purin wurde als Sohn von Fabriksarbeitern, die als Einwanderer aus dem Valsugana nach Vorarlberg kamen, geboren und arbeitete zunächst als Weber in einer Baumwollspinnerei in Kennelbach. 1919 bis 1920 studierte er an der Gewerbeschule Dornbirn, 1921 erlernte er die Kirchenmalerei im böhmischen Reichenberg (Liberec). Sein Studium setzte er von 1922 bis 1925 an der Malschule Knirr in München und in der Meisterklasse von Ferdinand Andri an der Akademie der bildenden Künste Wien fort. Ab 1925 unterrichtete er bis zur Auflösung der Abtei durch die Nationalsozialisten als Kunsterzieher am Privatgymnasium Collegium Bernardi der Abtei Mehrerau in Bregenz. Nach 1945 war Purin bis zu seiner Pensionierung 1963 als Kunsterzieher an der Hauptschule Bregenz-Belruptstraße sowie bis ins hohe Alter als freischaffender Künstler tätig.
Sein Sohn war der Architekt Hans Purin (1933–2010), sein Enkelsohn war der Kulturwissenschaftler Bernhard Purin (1963–2024).

## Werk

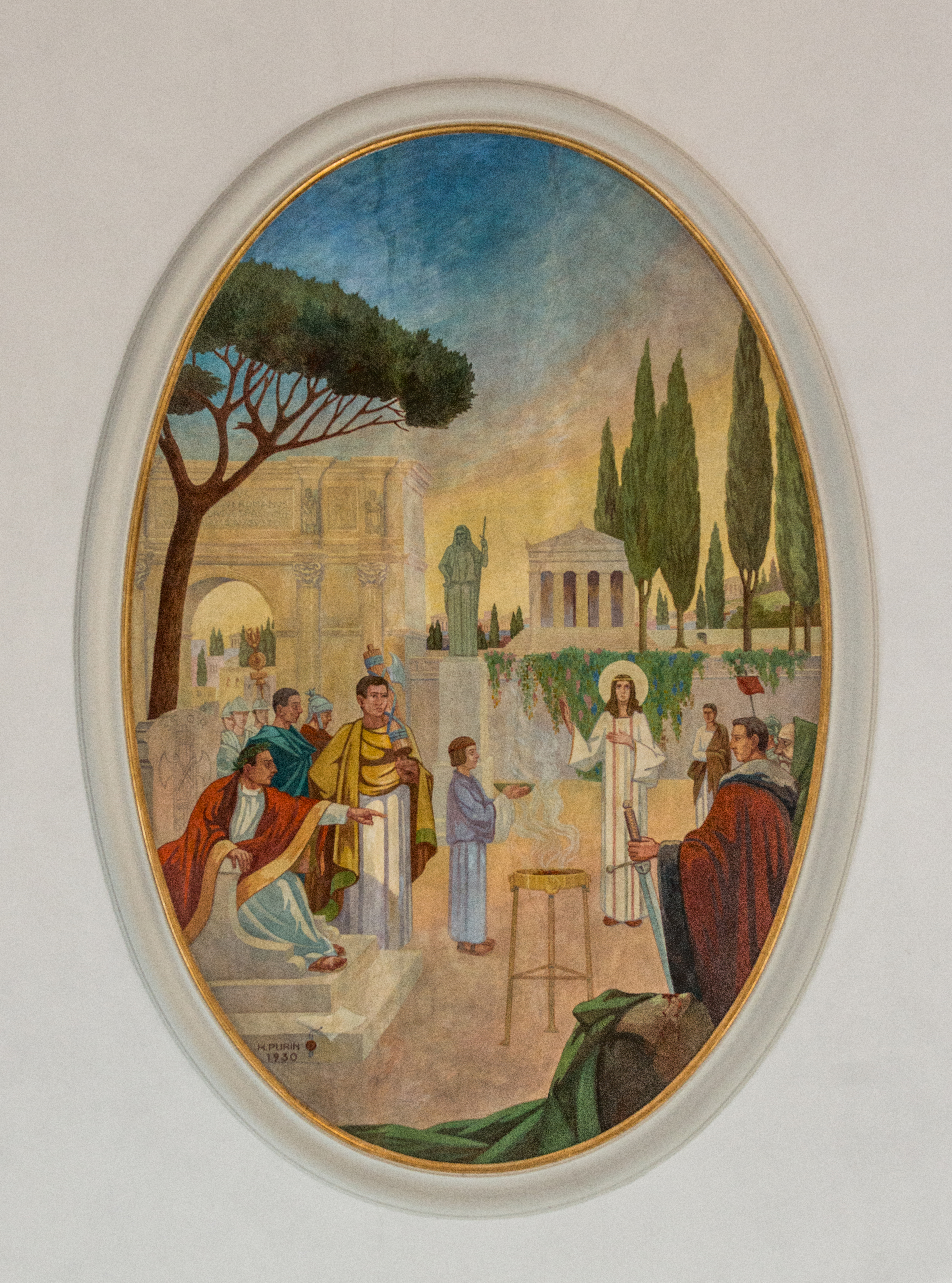
Deckenfresko Der hl. Sebastian vor Kaiser Diokletian in der Pfarrkirche Dornbirn-Oberdorf, 1930

1925 schuf Purin mit dem Maler Anton Marte die Deckengemälde der Pfarrkirche Bregenz-Fluh in Fluh in Bregenz. 1928 bis 1930 erfolgte nach einem längeren Studienaufenthalt in Rom die Ausgestaltung der Pfarrkirche St. Sebastian in Dornbirn-Oberdorf sowie die Gestaltung eines Kriegerdenkmals in Gaissau. Daneben entstanden zahlreiche Stillleben und Landschaftsbilder, die sich in öffentlichen und privaten Sammlungen befinden.
Der künstlerische Nachlass von Hans Purin befindet sich im vorarlberg museum in Bregenz. 